# Fritz Bruun-Rasmussen
Fritz Charles Bruun-Rasmussen (født 6. maj 1870 i København, død 10. marts 1964 sammesteds) var en dansk biskop og politiker.
Bruun-Rasmussen blev cand.theol. i 1893. I 1920 blev han valgt til Folketinget for Maribo Amt, men ikke genvalgt ved valget samme år.
Han blev kirkeminister i Ministeriet Madsen-Mygdal 1926-1929.
Siden tjente han som biskop i Århus Stift 1931-1940.